# Кметство
Кметството е съставна административно-териториална единица в рамките на община в България.
Може да включва едно или повече съседни населени места. Съгласно чл. 16 от Закона за административно-териториалното устройство (ЗАТУ) условията за създаване на кметство са:
- общо население над 350 души в населените места на кметството;
- възможност за изпълнение на предоставени от общината функции.[1]

Минималното население, изисквано за образуване на кметство, варира – от 150 до 500 души през последните десетилетия.
Съгласно следващия чл. 17 от ЗАТУ кметство се създава с решение на общинския съвет въз основа на допитване до населението чрез референдум или подписка.
Избирателите от кметството избират (на местни избори) кмет на кметството. Дейността на кмета на кметството се регулира от Закона за местното самоуправление и местната администрация. В миналото вместо кмет на кметството от общинския кмет е назначаван кметски наместник.